# Mosskrassula
Mosskrassula (Crassula tillaea) är en fetbladsväxtart som beskrevs av Lester-garland. Mosskrassula ingår i släktet krassulor, och familjen fetbladsväxter. Inga underarter finns listade i Catalogue of Life.

## Bildgalleri

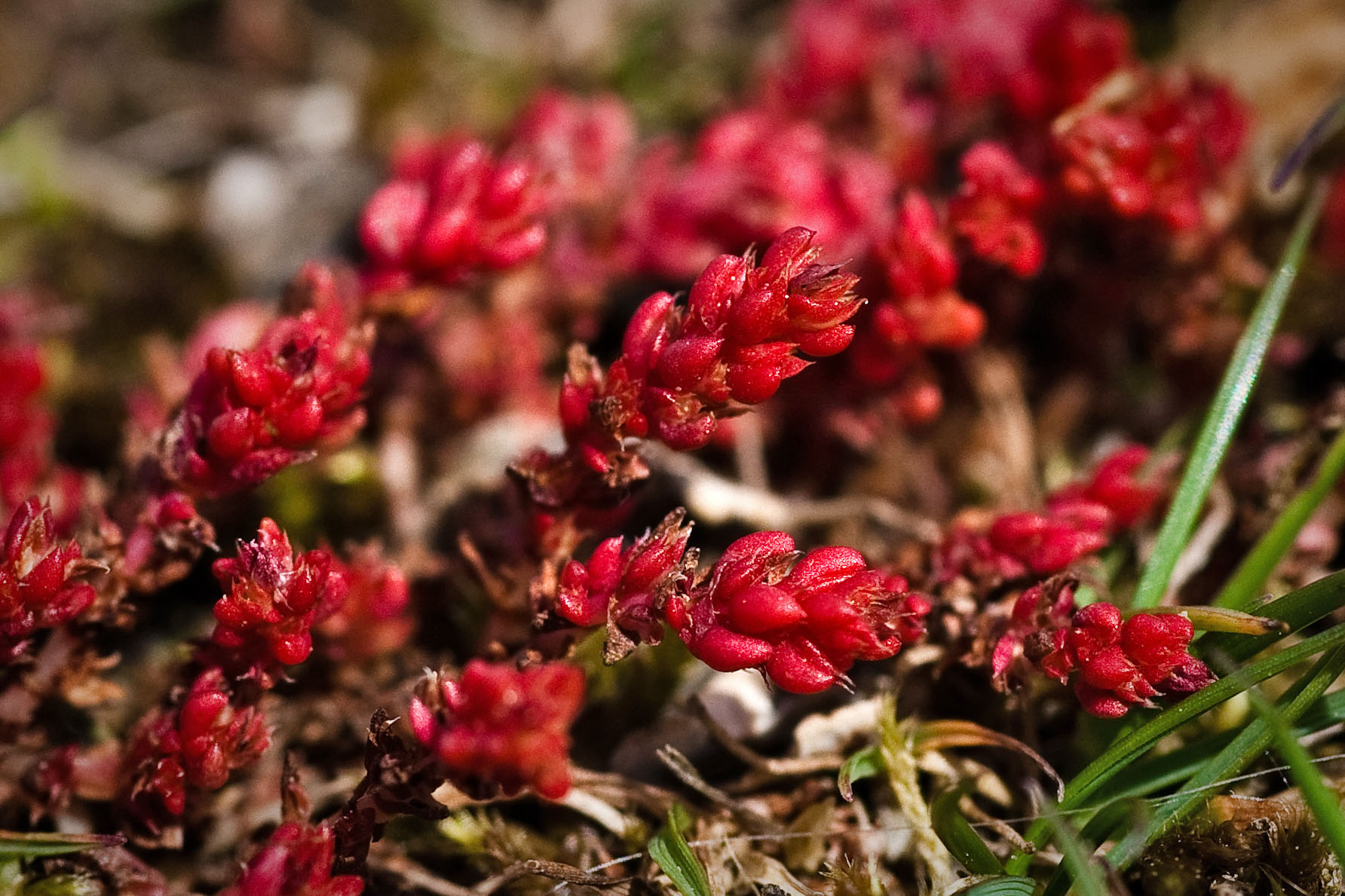
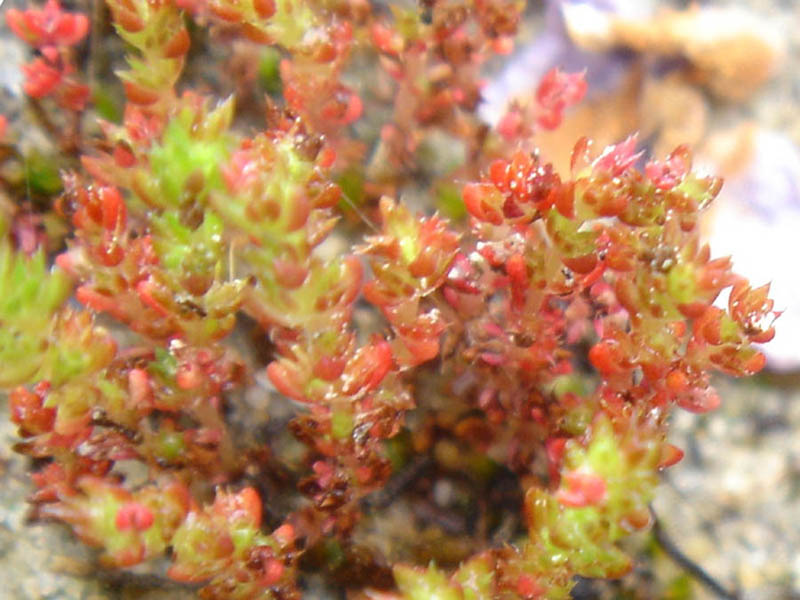
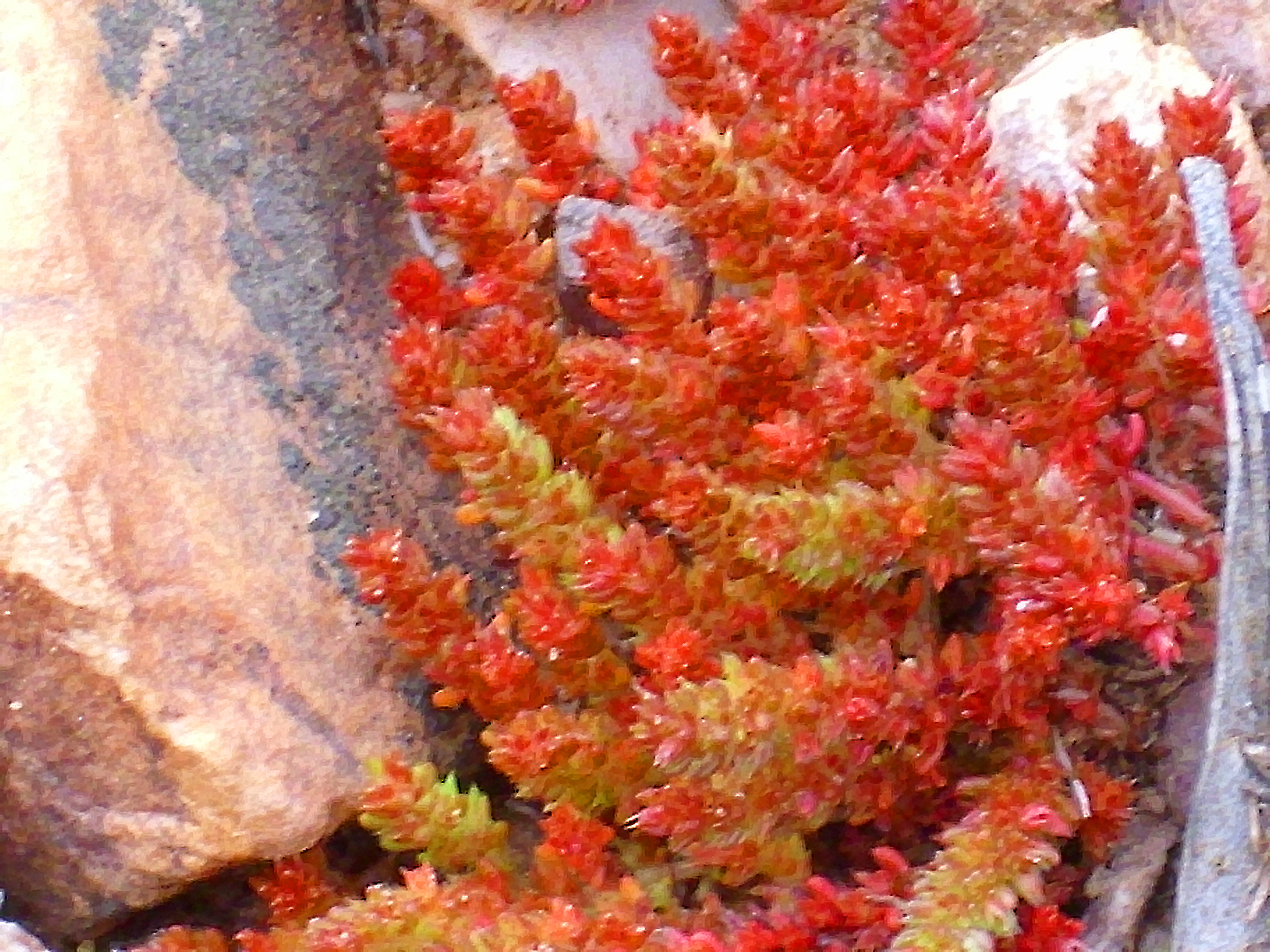
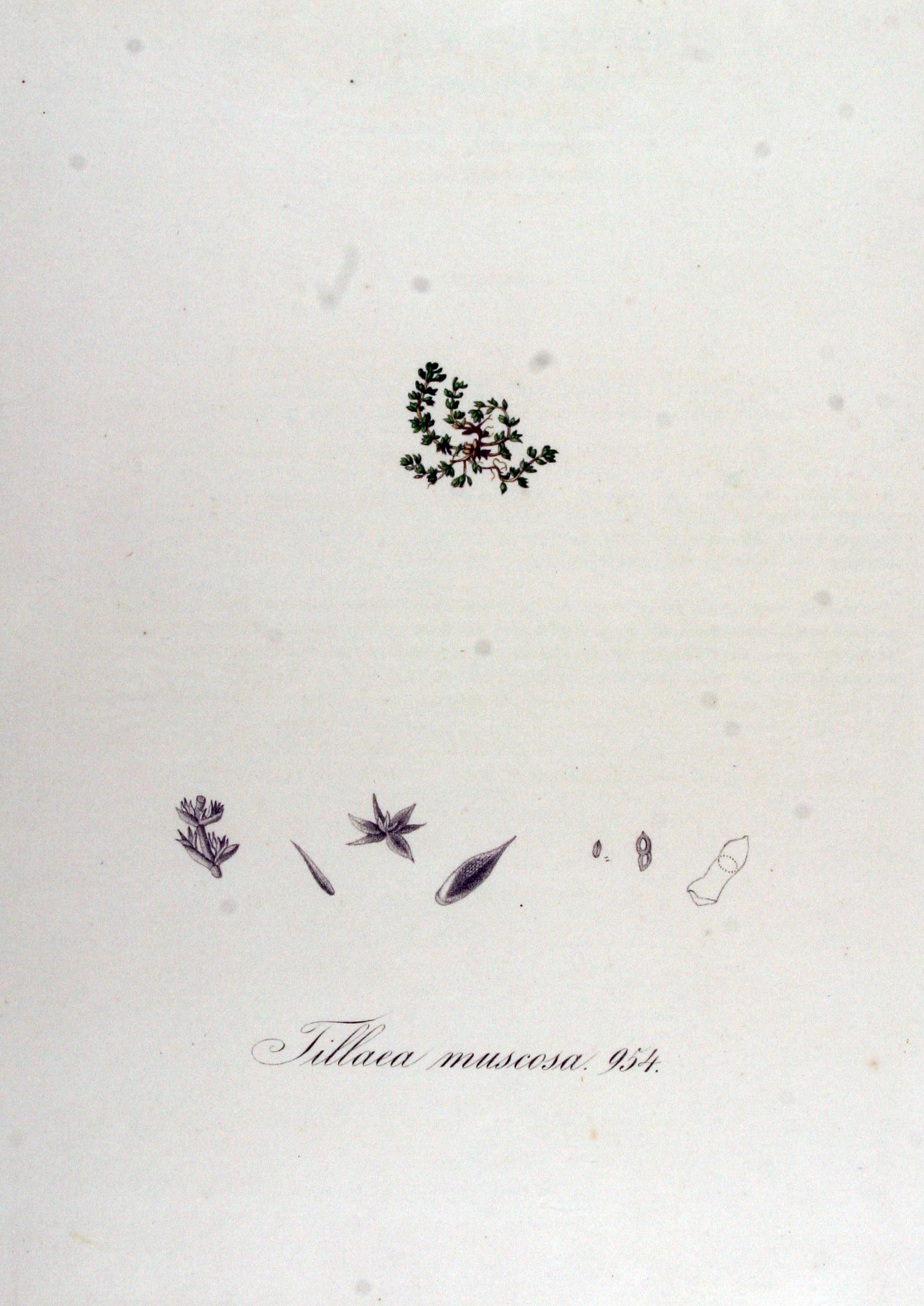